# Moratoria universale della pena di morte

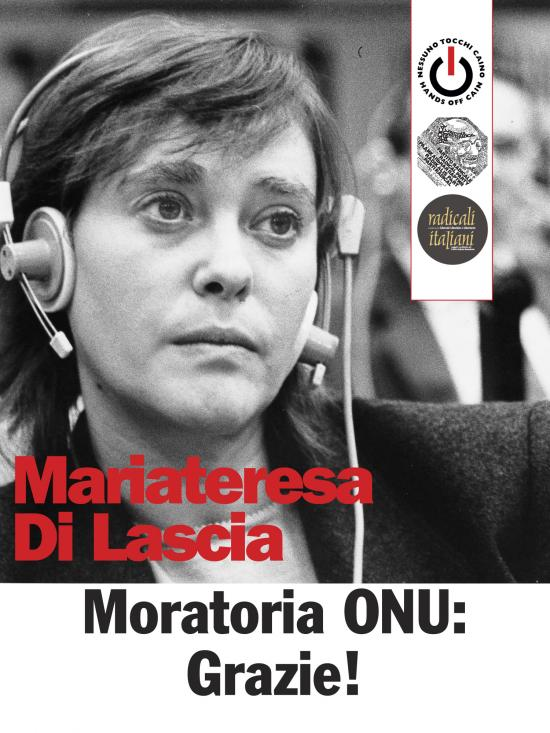
Immagine commemorativa della vittoria per la moratoria universale sulla pena di morte, raffigurante Mariateresa Di Lascia, fondatrice di Nessuno

La moratoria universale della pena di morte è un'iniziativa intesa a provocare la sospensione dell'applicazione della pena di morte in tutti i paesi membri dell'Organizzazione delle Nazioni Unite.
È stata ratificata dall'Assemblea generale con 99 voti a favore, 52 contrari e 33 astenuti il 18 dicembre 2007.

## Storia
Paesi favorevoli.
     Paesi contrari.
     Paesi astenuti.

I voti espressi all'Assemblea generale delle Nazioni Unite:
Paesi favorevoli.
Paesi contrari.
Paesi astenuti.

I principali promotori della moratoria sono l'associazione Nessuno Tocchi Caino e il Partito Radicale Transnazionale e, in misura minore, Amnesty International, e la Comunità di Sant'Egidio. La prima proposta di risoluzione per una moratoria fu presentata, su iniziativa di Nessuno Tocchi Caino, all'Assemblea Generale dell'ONU dall'Italia, nel 1994. Tale proposta non venne accolta per otto voti.
Dal 1997 su iniziativa italiana la Commissione dell'ONU per i Diritti Umani ha approvato ogni anno una risoluzione che chiede "una moratoria delle esecuzioni capitali, in vista della completa abolizione della pena di morte". Tali decisioni della commissione non sono mai però state confermate dall'assemblea generale.
Nel 1999 tutta l'Unione europea si unì alla posizione italiana, e in quello stesso anno Amnesty International aggiunse gli Stati Uniti d'America alla propria lista di paesi in violazione dei diritti umani. Gli Stati Uniti rigettarono le accuse e additarono la Cina come violatrice ancora maggiore. Il 12 dicembre 1999, con l'inizio del Giubileo del 2000, anche Papa Giovanni Paolo II ribadì il proprio appoggio alla moratoria. Per tutto il periodo del giubileo le luci del Colosseo rimasero accese.
Il 17 dicembre 2000 Mario Marazziti, portavoce della Comunità di Sant'Egidio, ha presentato all'allora Segretario Generale delle Nazioni Unite Kofi Annan una petizione firmata da 3,2 milioni di persone. I firmatari, provenienti da 145 nazioni diverse, includevano personalità come Elie Wiesel, il Dalai Lama, il reverendo George Carey (all'epoca Arcivescovo di Canterbury), Václav Havel (allora presidente della Repubblica Ceca), Abdurrahman Wahid (all'epoca presidente dell'Indonesia), ed alti esponenti del Vaticano. Alla raccolta di firme aveva partecipato anche Amnesty International e la campagna "Moratorium 2000", guidata da suor Helen Prejean, l'autrice di Condannato a morte.
Nel 2007 il Governo Prodi II ha riproposto la mozione, dopo che il Parlamento europeo l'aveva nuovamente sostenuta. Il 15 novembre la Terza commissione dell'Assemblea Generale delle Nazioni Unite, su proposta italiana, ha approvato con 99 voti favorevoli, 52 contrari e 33 astenuti la risoluzione per la moratoria universale sulla pena di morte. Il 18 dicembre 2007 l'Assemblea Generale delle Nazioni unite ha ratificato, 104 voti a favore, 54 contrari e 29 astenuti, la moratoria approvata dalla commissione. La moratoria è stata proposta e fortemente voluta dall'Italia, rappresentata dal ministro degli esteri Massimo D'Alema e dal sottosegretario agli affari esteri Gianni Vernetti

## Sviluppi
Nel 2008, per il secondo anno consecutivo, l’Assemblea Generale delle Nazioni Unite ha approvato la risoluzione per la moratoria della pena di morte, con 106 si, 46 no e 34 astenuti. Nel 2010, la Terza Commissione dell’Assemblea Generale delle Nazioni Unite ha approvato una nuova Risoluzione, che ricalca quella del 2007.
Nel 2016 è stato adottato il sesto testo pro-moratoria dal 2007. La nuova Risoluzione è stata adottata con 117 voti a favore, 40 contrari, 31 astenuti e 5 assenti.

## Moratoria e abolizione
La differenza fra moratoria ed abolizione è che nel primo caso gli stati sospendono l'applicazione della pena di morte, pur mantenendola nei propri istituti giuridici (potendo pertanto tornare ad applicarla in futuro senza modifiche legislative), mentre nel secondo caso tale pena verrebbe totalmente depennata dalle legislazioni nazionali.
Nonostante i promotori della moratoria vogliano arrivare all'abolizione, la via della moratoria (meno limitante per la sovranità dei singoli stati) è stata scelta per convincere anche i paesi indecisi.

## Voti espressi (2007)
Paesi che hanno votato a favore
 Albania

 Algeria

 Andorra

 Angola

 Argentina

 Armenia

 Australia

 Austria

 Azerbaigian

 Belgio

 Benin

 Bolivia

 Bosnia ed Erzegovina

 Brasile

 Bulgaria

 Burkina Faso

 Burundi

 Cambogia

 Canada

 Capo Verde

 Cile

 Colombia

 Rep. del Congo

 Costa Rica

 Costa d'Avorio

 Croazia

 Cipro

 Danimarca

 Ecuador

 El Salvador

 Estonia

 Filippine

 Finlandia

 Francia

 Gabon

 Georgia

 Germania

 Grecia

 Guatemala

 Haiti

 Honduras

 Irlanda

 Islanda

 Isole Marshall

 Israele

 Italia

 Kazakistan

 Kiribati

 Kirghizistan

 Lettonia

 Liechtenstein

 Lituania

 Lussemburgo

 Madagascar

 Mali

 Malta

 Mauritius

 Messico

 Micronesia

 Moldavia

 Monaco

 Montenegro

 Mozambico

 Namibia

 Nauru

 Nepal

 Nuova Zelanda

 Nicaragua

 Norvegia

 Paesi Bassi

 Palau

 Panama

 Paraguay

 Polonia

 Portogallo

 Regno Unito

 Rep. Ceca

 Macedonia

 Rep. Dominicana

 Romania

 Russia

 Ruanda

 Samoa

 San Marino

 São Tomé e Príncipe

 Serbia

 Slovacchia

 Slovenia

 Spagna

 Sri Lanka

 Svezia

 Svizzera

 Sudafrica

 Tagikistan

 Timor Est

 Turchia

 Turkmenistan

 Tuvalu

 Ucraina

 Ungheria

 Uruguay

 Uzbekistan

 Vanuatu

 Venezuela

Paesi che hanno votato contro
 Afghanistan

 Antigua e Barbuda

 Arabia Saudita

 Bahamas

 Bahrein

 Bangladesh

 Barbados

 Belize

 Botswana

 Brunei

 Ciad

 Cina

 Corea del Nord

 Dominica

 Egitto

 Etiopia

 Grenada

 Guyana

 India

 Indonesia

 Iran

 Iraq

 Comore

 Isole Salomone

 Giamaica

 Giappone

 Giordania

 Kuwait

 Libia

 Malaysia

 Maldive

 Mauritania

 Mongolia

 Birmania

 Nigeria

 Oman

 Pakistan

 Papua Nuova Guinea

 Qatar

 Saint Kitts e Nevis

 Saint Lucia

 Saint Vincent e Grenadine

 Singapore

 Siria

 Somalia

 Sudan

 Suriname

 Thailandia

 Tonga

 Trinidad e Tobago

 Uganda

 Stati Uniti d'America

 Yemen

 Zimbabwe

Paesi astenuti
 Bielorussia

 Bhutan

 Camerun

 Rep. Centrafricana

 Cuba

 RD del Congo

 Eritrea

 Figi

 Gambia

 Ghana

 Gibuti

 Guinea

 Guinea Equatoriale

 Kenya

 Laos

 Libano

 Lesotho

 Liberia

 Malawi

 Marocco

 Niger

 Corea del Sud

 Sierra Leone

 eSwatini

 Togo

 Emirati Arabi Uniti

 Tanzania

 Vietnam

 Zambia

Paesi assenti
 Guinea-Bissau

 Perù

 Senegal

 Seychelles

 Tunisia